# UTC+12
UTC+12 или +12 часа прибавени към Координираното универсално време (UTC) съответства на следните часови зони и се използва в следните страни:

## Стандартно време (зимен сезон)
- Нова Зеландия (с изключение на Чатемските острови)

## През цялата година (без промяна)
- Русия
  - Курилски острови
  - Магаданска област
  - Якутия – източна част
  - Камчатски край
  - Чукотски автономен окръг
- Фиджи
- Кирибати
  - Гилбертови острови and Банаба
- Маршалови острови
- Микронезия
  - Кошрай
- Науру
- Тувалу
- Уейк
- Уолис и Футуна